# ホーフ
ホーフ（Hof）は、ドイツ連邦共和国バイエルン州オーバーフランケン行政管区の北東部にある郡独立市である。この市は、フィヒテル山地とフランケンヴァルトの間のザーレ川沿いに位置する。同名の他の町や集落と区別するために、ホーフ・アン・デア・ザーレあるいはホーフ・イン・バイエルンと呼ばれることもある。この市は上級中心都市で、ニュルンベルク大都市圏ネットワークに属する。

## 地理

### 市の構成
ホーフ市は、以下の市区で構成される。
| - アルトシュタット - バーンホフスフィエルテル - ハイト - ホフェック - エッペンロイト - ファブリクフォアシュタット - クレーテンブルック - ライミッツ - モシェンドルフ - ミュンスター | - ノイホーフ - ノイシュタット - イェーガースルー - ゲルトラ - オセック - ウンターコッツァウ - フォーゲルヘルト - フォアシュタット - ヴェルバッテンドルフ |

### 隣接する自治体
ホーフ市は、周囲をホーフ郡に完全に取り囲まれている。北から時計回りに、以下の自治体と境を接している。

ホーフの平均気温と平均降水量

- ファイリッチュ
- トローゲン
- ガッテンドルフ
- デーラウ
- オーバーコッツァウ
- コンラーツロイト
- ロイポルツグリュン
- ケディッツ

### 中低山地
ホーフは、フランケンヴァルト、フィヒテル山地、フォクトラントに接する位置にある。さらには、テューリンゲンの森、バイエルンの森、ボヘミアの森あるいはエルツ山地の支脈にあたると見ることもでき、中低山地的な性格の強い土地である。

### 気候
年間の平均気温は7℃以下で、ドイツ語圏の人口2万人以上の都市の中で、最も低い平均気温の町となっている。

## 歴史

### アンデクス＝メラニエン及びヴァイデン（1080年 - 1373年、293年間）

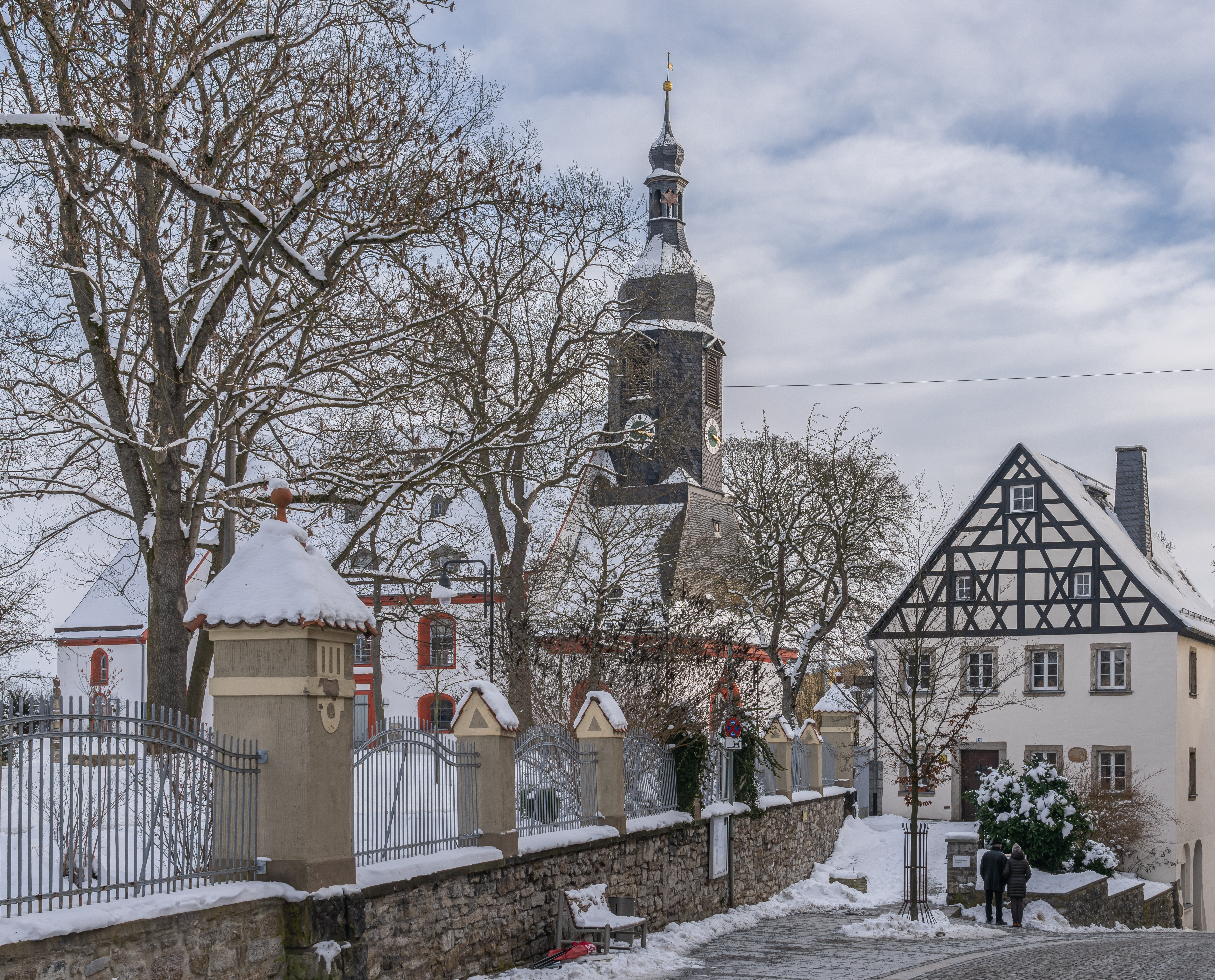
ホーフで最も古いロレンツ教会

ホーフは1080年頃に開拓農地Rekkenzeとして創設された。この名前は、レグニッツ川にちなんで付けられた。この川がザーレ川に注ぐ河口付近に最初の家が建設された。この開拓地は、1214年に初めて文献に現れる。その後、集落は丘陵地との境界まで広がり、「アルトシュタット」と呼ばれることとなる。先述の文献には、ホーフで最も古い教会で、市の出発点となったロレンツ教会についても言及されている。
1230年頃、アンデクス＝メラニエン公オットー1世が、北部に市壁と市門をもつ「ノイシュタット」と呼ばれる町を築いた。この町は初め、（Stadt am） ReginitzhofあるいはHof Regnitz（いずれも「レグニッツ川沿いの領地」の意）と呼ばれたが、後に（Stadt） am Hof、そして（Stadt） zum Hofと呼ばれるようになり、最終的にHofという名になった。ホーフでは、市壁と市門をもつ中世風の町が「ノイシュタット」（新市街）と呼ばれ、より古いアルトシュタット（旧市街）は門の前に位置する。ノイシュタットを通る最も広い通りはルートヴィヒ通りと呼ばれている。13世紀の終わりまでホーフには2つの修道院があった。1373年に、ヴァイダの代官からホーエンツォレルン家のニュルンベルク城伯にホーフの支配権が移された。

### ブランデンブルク＝バイロイト（1373年 - 1792年、419年間）

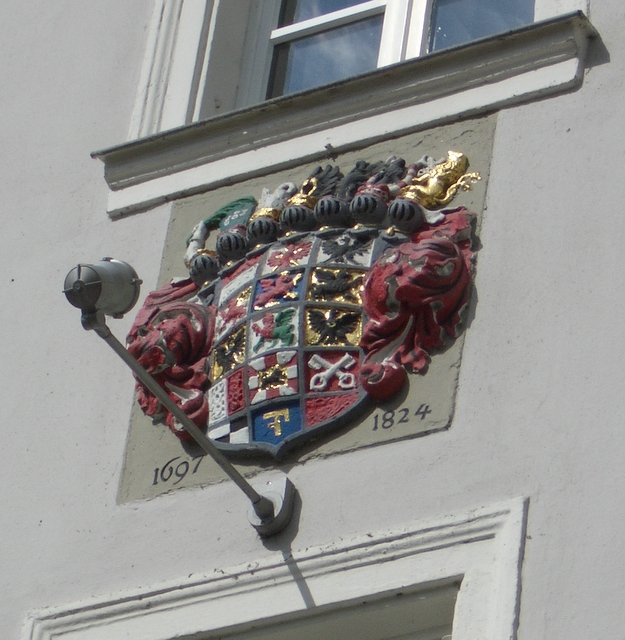
ルートヴィヒ通りに面したブランデンブルク＝バイロイト辺境伯家の紋章

この市は、ホーエンツォレルン家のブランデンブルク＝クルムバッハ辺境伯領（宮廷所在地の移転後はブランデンブルク＝バイロイト辺境伯領）の一部、Landeshauptmannschaft Hofとなった。この時代のホーフの公式な称号“Hochfürstlich brandenburgische Hauptstadt Hof im Vogtlandte”（フォクトラントにあるブランデンブルク侯の主要都市ホーフ）であった。1430年にフス教徒が侵攻し、ひどく破壊されてしまった。その後、このような攻撃から防衛するための射撃サークルが1432年に発足した。このギルドの毎年の射撃練習の日は、「ホーフの国民の祝日」とされ、「スリッパの日」と呼ばれている（あるメンバーが慌てていてスリッパのまま練習にやってきたという故事にちなむ名前）。
ブランデンブルク＝クルムバッハ辺境伯アルブレヒト・アルキビアデスは、1546年にギムナジウムを創設した。この学校はオーバーフランケン地方で最も古いギムナジウムで、ヤン＝パウル＝ギムナジウムと呼ばれている。1553年、第二次辺境伯戦争のためホーフはニュルンベルク軍とボヘミア王国軍に包囲され、占領された。1743年にホーフ城は焼け落ちた。この城は、辺境伯から任命されたLandeshauptmannschaft Hofの管理人の居城であった。しかし城はこの火災の後、再建されることはなかった。ルートヴィヒ通り14番の建物につけられた記念標は今日も辺境伯時代を彷彿とさせ、「ブランデンブルクの家」と呼ばれている。

### プロイセン、フランス（1792年 - 1810年、18年間）
1792年にホーフは、ブランデンブルク＝バイロイト辺境伯領ごとプロイセン王国に属することとなった。1806年、町はフランス軍に占領された。ホーフを含むバイロイト侯領は1810年にバイエルン王国に売却された。

### バイエルン（1810年以降）
1823年に起こった火災は、ノイシュタットのほぼ全域を焼き尽くした。19世紀の終わりには、アルトシュタットが拡張され新たに多くの家屋が建造された。これは現在「ノイシュタット」と呼ばれる地域にも及んだ。1848年、ホーフにバイエルンのルートヴィヒ南北鉄道とザクセン＝バイエルン鉄道が開業した。初めホーフ駅は市の中心部、現在の郵便局付近にあったが、1880年に主要乗換駅として市門から離れた場所に新しいホーフ駅が建設された。1901年から1920年代の初めまでは、路面電車が市と駅を結んでいたが、その後は市バスに置き換えられた。バイエルンとザクセンの国境の駅として、ホーフ駅はそれにふさわしい機能を備えていた。
1945年、ホーフは空襲を受け、一般市民にも犠牲者が出た。戦後のドイツ分割によってこの市は完全に周辺の町となった。築いてきた北や東、すなわちテューリンゲン、ザクセン、ボヘミアとの良好な結びつきは絶たれてしまった。モシェンドルフ地区には戦後、難民収容所が設けられた。ポツダム協定により居住地から逐われた難民たちが流入したために、市の人口は膨れあがった。ホーフとその周辺地域には多くの新しい住まいが建設された。1989年の東西国境開放、1990年のドイツ再統一により、形こそ変化したものの、かつての結びつきが復活した。

## 人口推移
| 年    | 人口（人） |
| ----- | ---------- |
| 1818: | 4,667      |
| 1840: | 7,985      |
| 1880: | 21,000     |
| 1900: | 32,781     |
| 1920: | 40,785     |

| 年    | 人口（人） |
| ----- | ---------- |
| 1939: | 44,878     |
| 1945: | 55,405     |
| 1950: | 63,871     |
| 1955: | 58,005     |
| 1960: | 58,595     |

| 年    | 人口（人） |
| ----- | ---------- |
| 1965: | 55,810     |
| 1970: | 56,555     |
| 1975: | 54,644     |
| 1980: | 53,180     |
| 1985: | 51,035     |

| 年    | 人口（人） |
| ----- | ---------- |
| 1988: | 50,938     |
| 1989: | 52,319     |
| 1990: | 52,913     |
| 1995: | 52,590     |
| 2000: | 50,741     |

| 年    | 人口（人） |
| ----- | ---------- |
| 2004: | 49,163     |
| 2006: | 48,414     |

## 行政

### 上級市長
第二次世界大戦後の市長を順に列記する。
| 任期      | 名前                     | 名前            | 政党 |
| --------- | ------------------------ | --------------- | ---- |
| 1945-1946 | オスカー・ヴァイナウアー | Oskar Weinauer  |      |
| 1946-1948 | ハンス・ベヒェルト       | Hans Bechert    |      |
| 1948-1949 | クルト・シュレーター     | Kurt Schröter   |      |
| 1950-1970 | ハンス・ヘクン           | Hans Högn       | SPD  |
| 1970-1988 | ハンス・ホイン           | Hans Heun       | CSU  |
| 1988-2006 | ディーター・デーラ       | Dieter Döhla    | SPD  |
| 2006-2020 | ハーラルト・フィヒトナー | Harald Fichtner | CSU  |
| 2020-     | エーファ・デーラ         | Eva Döhla       | SPD  |

### 友好都市
- オグドン （USA、ユタ州）
- ヨエンスー （フィンランド）
- ヴィルヌーヴ＝ラ＝ガレンヌ （フランス、オー＝ド＝セーヌ県）
- プラウエン （ドイツ、ザクセン州）
- ヘプ （チェコ）

## 経済と社会資本

### 経済
ホーフはビール醸造の盛んな地で、12のビール醸造所が存在する。
経済の重点は、繊維・アパレル産業である近隣のホーフ郡、クルムバッハ郡およびバイロイト郡とともにドイツの主要な三大繊維産業地帯の一角を占める繊維工業地域を形成している。代表的な企業にTextilgruppe Hof AGがある。
この他に、冷蔵庫製造 (Viessmann Kältetechnik AG)、水中ポンプ、浄水設備、鋼鉄および軽金属部品などの工業分野がある。
さらにホーフには私営の地域銀行シュミット銀行があった。この銀行の持つノウハウは特殊金融業、サービス業などに活用された。シュミット銀行は、2001年に大きな経営危機に直面し、銀行本体はその業務を解消した。現在、かつてのシュミット銀行本社の建物は、アウクスブルクに本部を持つバイエルン州環境局のホーフ事務所として用いられている。
1990年代初頭から、多くの輸送業者が進出してきた。さらに自動車産業の下請け業者集合体「ポール・ポジション」がホーフとガッテンドルフに設けられ、現在拡張されつつある。
最も多くの雇用者（社会保険加入義務をもつ従業員がいる企業）がいる業種は小売業であり、医療・保健機関、繊維産業、輸送業、金融業がこれに続く（www.bayreuth.ihk.de参照）。

### 交通

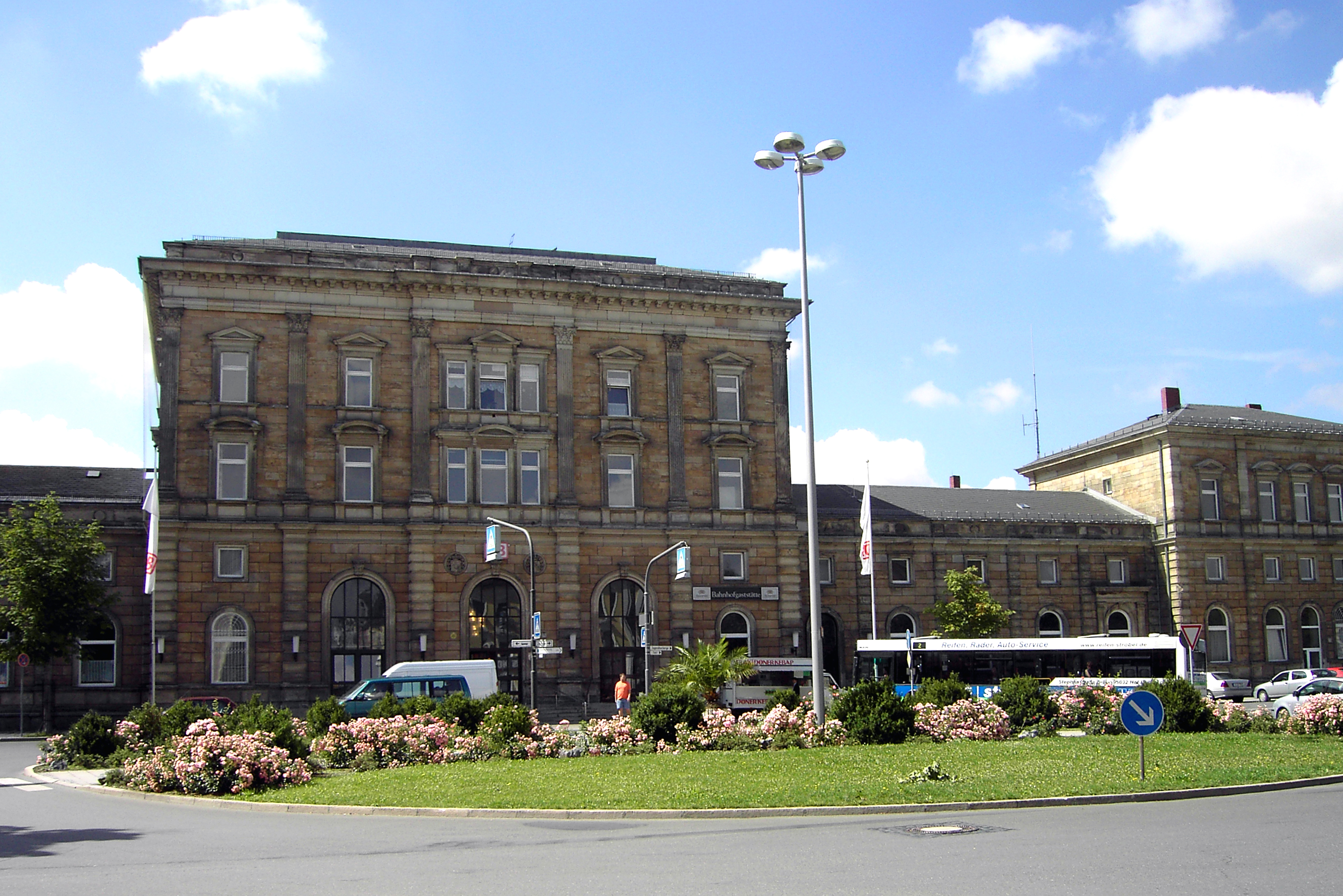
ホーフ中央駅

- ホーフ市内には、3つのアウトバーンA9、A93、A72や連邦道B2、B15、B173に交通の便がよい。
- フランクフルト・アム・マインへの便があるホーフ＝プラウエン空港は、ホーフ地区の南西5kmのピルク地区にある。
- ドイツ鉄道の、ホーフ中央駅
  - 幹線
    - ミュンヘン - レーゲンスブルク - ホーフ＝プラウエン - ライプツィヒ - ベルリン
    - ヴュルツブルク - バンベルク - ホーフ＝プラウエン - ツヴィッカウ - ケムニッツ - ドレスデン
    - ニュルンベルク - ホーフ

  - 近郊路線
    - ホーフ - ナイラ - バート・シュテーベン
    - ホーフ＝ミュンヒベルク - ヘルムブレヒツ
    - ホーフ＝オーバーコッツァウ - ゼルプ
- 市内には10本以上のバス路線がある。

### 教育機関
- ホーフ専門単科大学
- バイエルン行政および司法専門単科大学、一般内政を専門とする
- 社会教育学および養護教育学専門アカデミー
- ヨハン＝クリスティアン＝ラインハルト＝ギムナジウム
- シラー＝ギムナジウム
- ジャン＝パウロ＝ギムナジウム
- ホーフ専門および上級職業学校
- その他

### ラジオ放送局
1948年から1994年までの間、ホーフは、ドイツ民主共和国（旧東ドイツ）南部にRIAS放送のプログラムを放送する中波放送ラジオ局の所在地であった。送信アンテナとして、高さ100mの2本の老朽化した送信塔が用いられていた。この送信塔は、1995年10月に同時に破壊・撤去された。ホーフには、バイエルン・ラジオ放送の中波送信所もある。（この送信塔はホーフのホーエンザースにある）1999年までの送信周波数は、520kHzであった。この周波数は、公式な中波放送帯ではなく、送信出力200Wの放送だけが利用できる。ヴュルツブルクにも同様の帯域で同出力の施設があり、中波電波の伝播試験に利用されている。しかし、現在のラジオではこの周波数帯は受信し難く、1999年以降は729kHzに周波数変更がなされた。周波数が変更される際に、新しい送信塔も建設された。この塔は74mの高さがあり、アーホルミングやドーネバッハの長波送信塔と同様、上部に鋼鉄の枠構造を有している。現在、ホーフ放送傘下には「オイロヘルツ」(88.0MHz)と「ラジオ・ギャラクシー」(94.0MHz)がある。この他に、12:00から18:00の間に放送している独立の「エクストラ・ラジオ」(88.0MHz)がある。

## 文化と見所

### 公園と湖

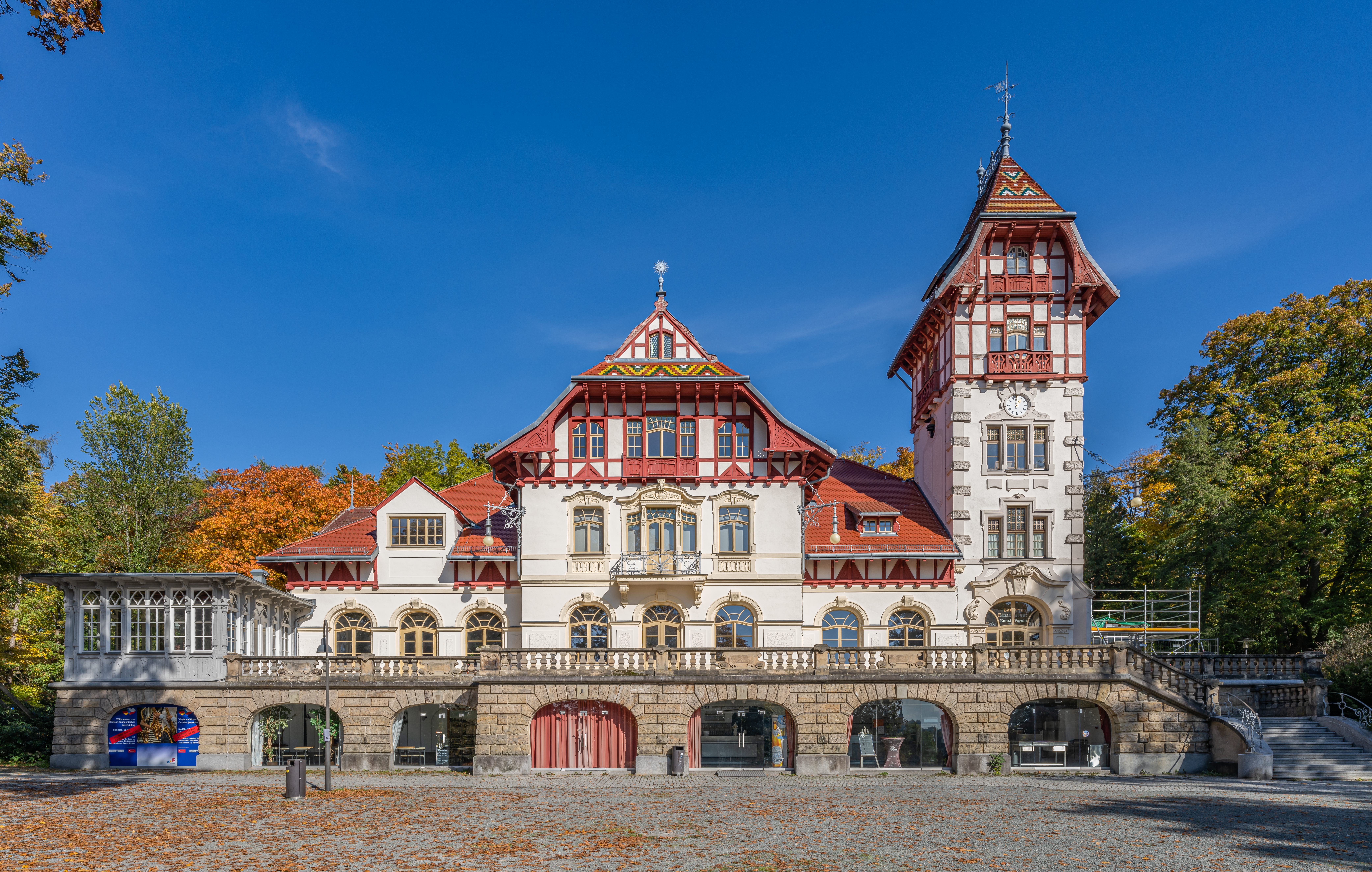
テレジエンシュタイン公園管理棟

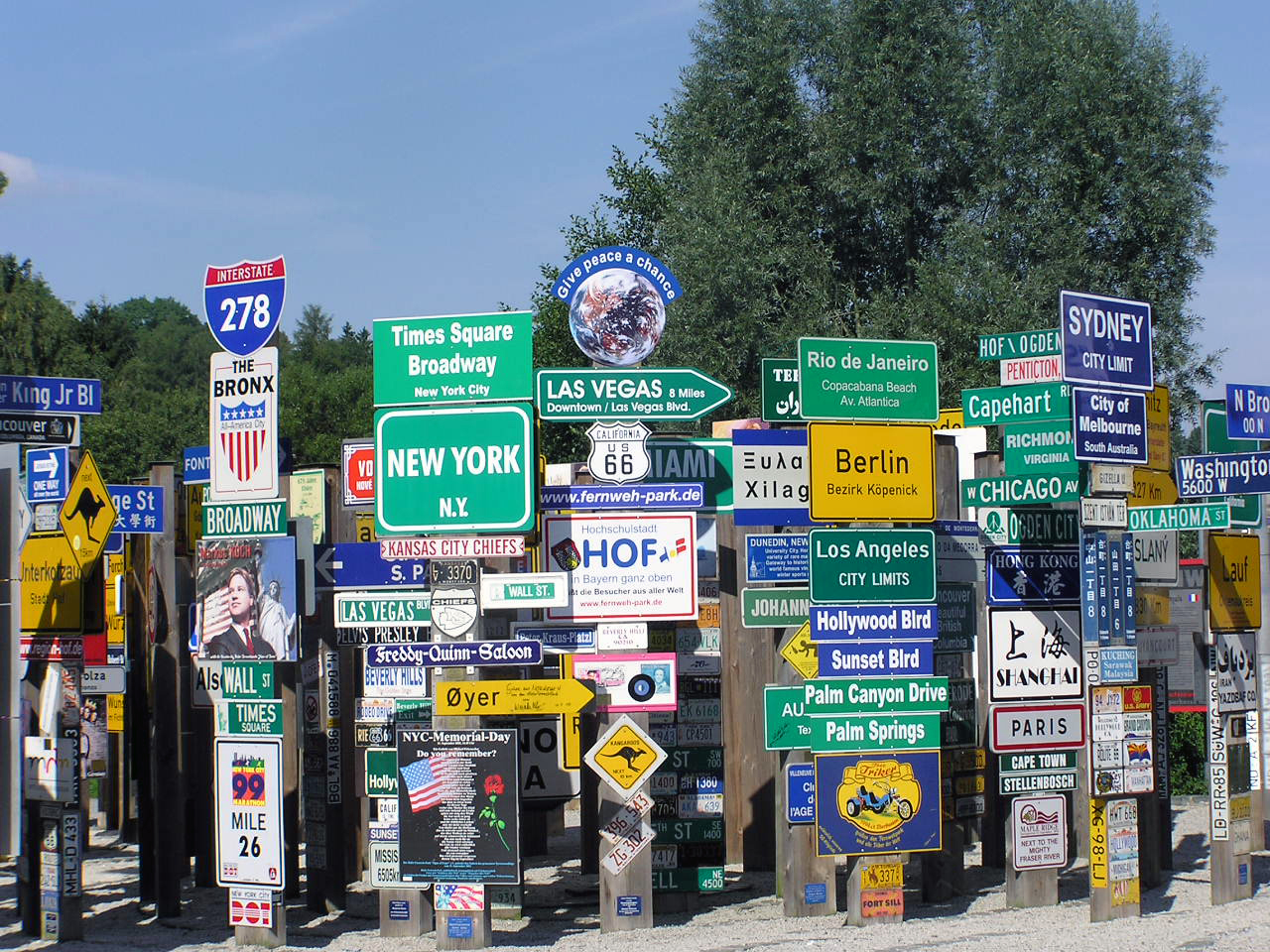
フェルンヴェー公園（「フェルンヴェー」とは「遠い地への憧れ」の意）

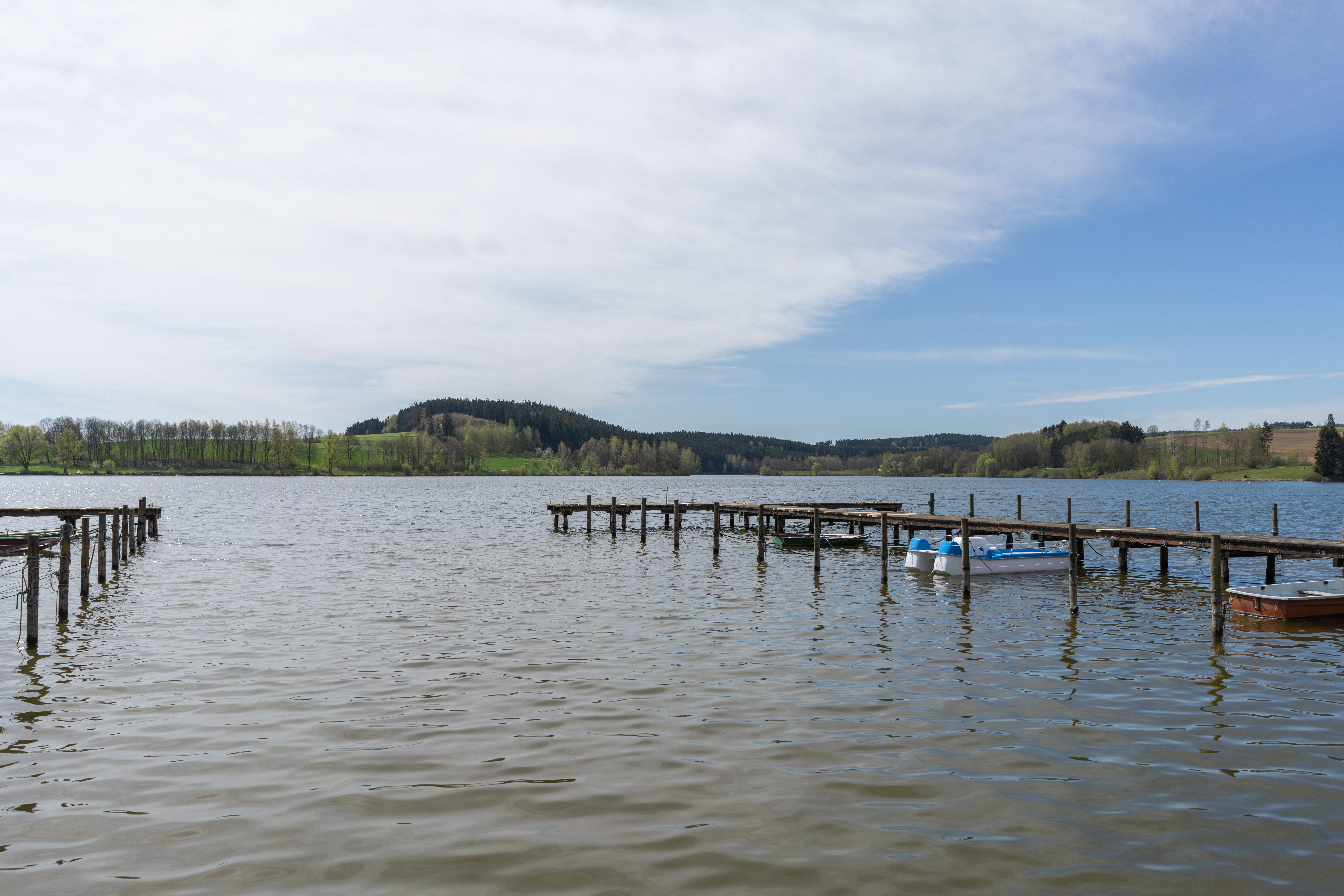
ウントロイ湖

- テレジエンシュタイン市民公園: 以下の施設がある。
  - 植物園
  - 動物園
  - ユーゲントシュティール様式のレストラン
  - 城跡と迷路の塔
- ホーフ・フェルンヴェー公園
- ウントロイ湖近郊レジャー地区
- ザーレ自転車道・遊歩道

### 劇場と音楽

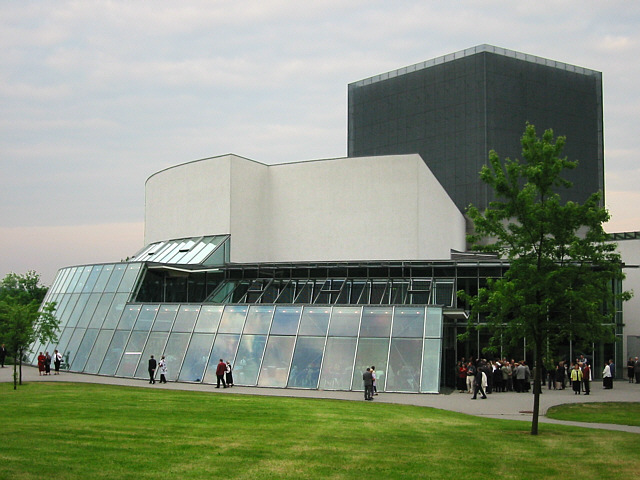
ホーフ劇場

- ホーフ劇場
- ホーフ交響楽団
- ホーフ野外ホール

### 博物館、資料館、図書館
- バイエルン・フォクトラント博物館
- ビール醸造博物館
- ホーフ・テディー博物館: ベルリンのフローレンティーネ・ブレドウのテディーベアを中心としたコレクション （ホームページ）
- マッチ棒工作博物館
- 市立資料館
- 市立図書館
- 専門単科大学図書館

### 建築

ラートハウス

- ビスマルク塔、ホーフ・ビスマルク記念碑
- 旧駅舎のアインシュタイヒハレ
- 専門単科大学
- 野外ホール
- 中央駅
- 施療教会
- ローレンツ教会
- マリエン教会
- ミヒャエリス教会
- ラートハウス（議会場）
- 劇場
- 望楼

### 記念碑
- カロリーネン通り沿いのドクトル・ヴィルト広場にあるヨハン・ゲオルク・アウグスト・ヴィルト記念碑
- エルンスト＝ロイター通りの、オイセラー・バイロイト通りとオセッカー通りの間にあるハインリヒ・ゴットフリート・ゲルバーとゲベルトトレーガー（橋梁構造）の記念碑
- ブルヒャー通りとオセッカー通りの角にある難民記念碑
- ヴンジーデラー通り（オストプロイセン通りとの角）のモシェンドルフ難民収容所記念碑
- ゾンネン広場の「ヴェルシュトラーモ」（ソーセージ売り）記念碑

### 名物料理
ホーフで特に際だっているのは、特徴的なソーセージである。
- ホーファー・ブロトヴェルシュト（ホーフ風焼きソーセージ）は、近隣のテューリンゲン、コーブルク、あるいは他のフランケン地方のソーセージに比べて細く、脂身が少ない。
- 混ぜものをしない純粋なレバーケーゼ。
- ホーファー・リントフライシュヴルスト（ホーフ風牛肉ソーセージ）

この町の旧市街には、ホーファー・「ヴェルシュトラーモ」と呼ばれる伝統的なソーセージ売りがおり、釜から直接、ウィンナー・ソーセージ、田舎風ソーセージ、白ソーセージを出してマスタードをつけて売っている。ホーフのソーセージとビールは遠くにまで知られている。ホーフは良質なビール（たとえば、ビュルガーブロイ、ファルター、マイネル＝ブロイ、シェールデル、ツェルトブロイ）の生産地としても知られている。20世紀の初めまでホーフには、12のビール醸造所があった。
ホーフの代表的な料理は、「シュニッツ」と呼ばれるシチュー、特にシュヴァンマッシュニッツというキノコのシチューである。

### ホーファー・アンツァイガー
「ホーファー・アンツァイガー」はホーフとその周辺地域の主要な日刊紙である。この新聞は、1801年に「ホーファー・インテリゲンツ＝ブラット」として創刊された。これは、ドイツで最も古い日刊紙の一つである。1968年以降、ホーファー・アンツァイガーは、フランケンポスト＝出版グループに属している。

### 年中行事
- ホーフ国際映画祭
  - ヴィム・ヴェンダースは、ホーフ映画祭を、簡潔に「映画の故郷」と述べた。1967年に学生のハインツ・バーデヴィッツが、かつてのジャズ・バンド仲間のヴェルナー・ヴァイネルト、ウーヴェ・ブランダーとともに、自分の映画をホーフで上演したZweieinhalb-Stunden-Kinoabendが、その起源である。この企画は、「第1回短編映画祭」と名付けられた。このアイデアは、「オーバーハウゼン短編映画祭」に失望した経験と、学生都市ミュンヘンでは様々な制約があり、また、映画館のレンタル料金が高額であったことから生まれた。これが、ホーフ国際映画祭が誕生した経緯である。ハインツ・バーデヴィッツの指導下、映画祭は安定した発展を続けた。40年にわたり、若い監督がそのデビュー作を初めて公に上演する場として、ドイツでも最も名高い映画祭の一つとなった。ヴェルナー・ヘルツォーク、ヴィム・ヴェンダースやフォルカー・シュレンドルフといった監督たちのニュー・ジャーマン・シネマや、80年代のコメディー・ブーム（たとえば、ドリス・デリーの “Männer”など）といったドイツ映画界の主な潮流は、ホーフでの上演がその先駆けとなっている。ホーフ映画祭では、賞は授与していない。
- ホーフ子供映画祭
- ドイツ映画週間
- スリッパの日
- ホーフ民俗祭
  - ホーフの民俗祭は、この地域で最も大規模な民俗祭である。毎年7月の終わりから8月初め頃にホーフの民俗祭広場で開催される。聖ヤコブ祭（7月25日）の次の月曜日からホーフの夏市が始まり、次の金曜日に民俗祭が開幕する。民俗祭は、翌週の日曜日まで、10日間にわたって開催される。祝祭ホールやビアガーデンでは、ホーフのビール醸造所が交替でビールの販売を行っている。民俗祭広場には、大規模な移動遊園地が設営される。開幕の日にはホーフのサークルやグループが参加する大規模な民俗祭パレードが見られる。その1週間後、民俗祭2度目の金曜には、見物客のために華やかな花火大会が催される。この花火は、民俗祭広場周辺の明かりを消して闇の中で打ち上げられる。
- ホーフ環境の日
- ホーフの秋市

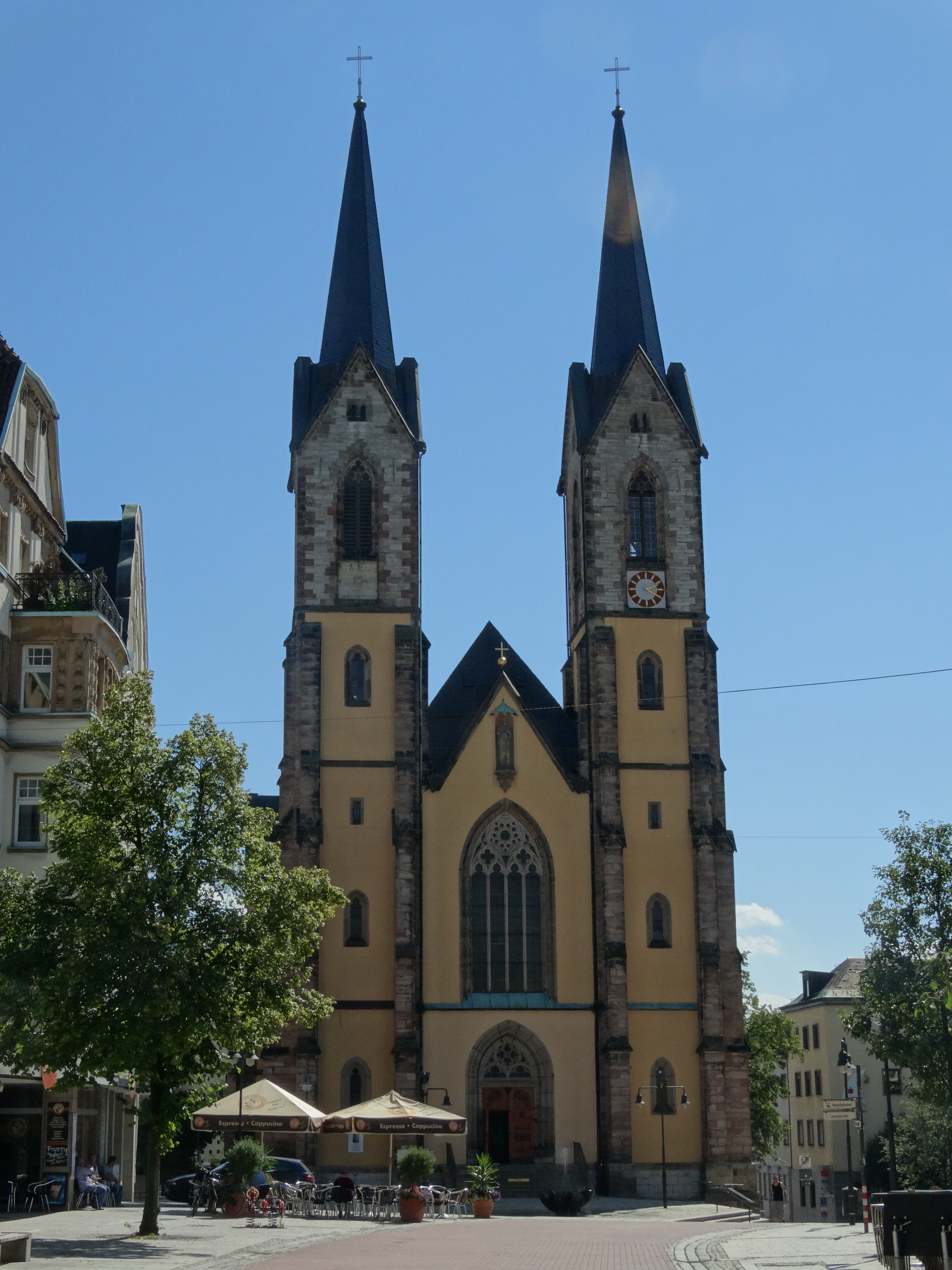
聖マリエン教会
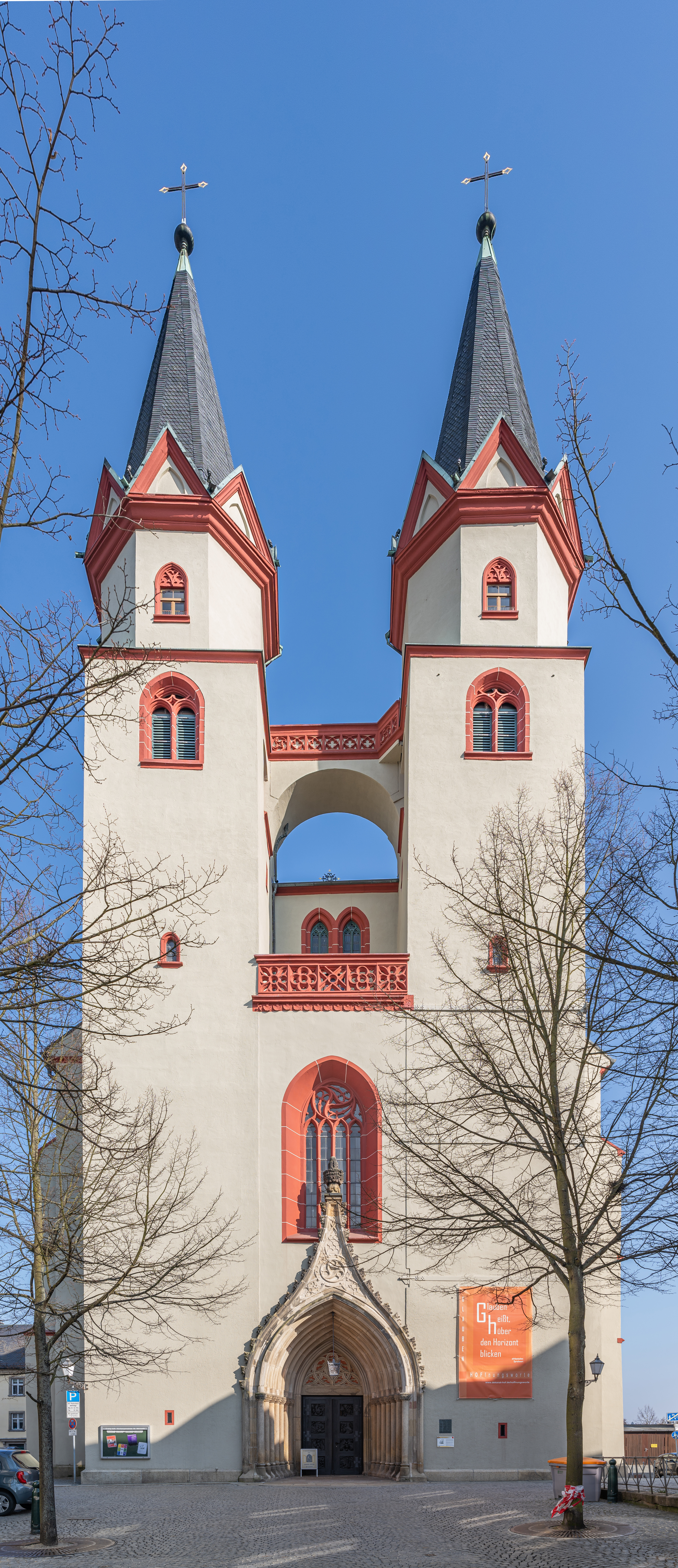
聖ミヒャエリス教会
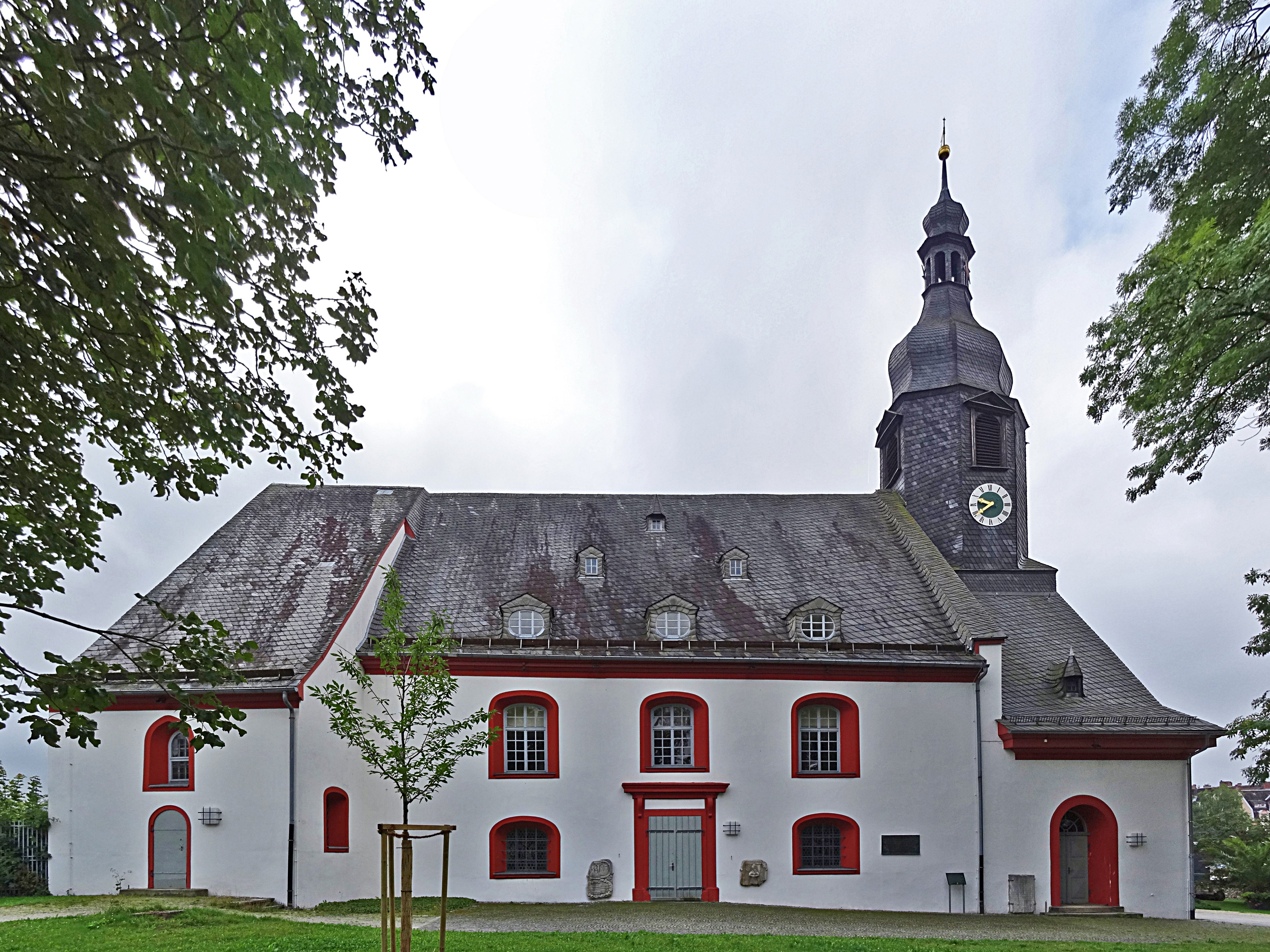
聖ロレンツ教会
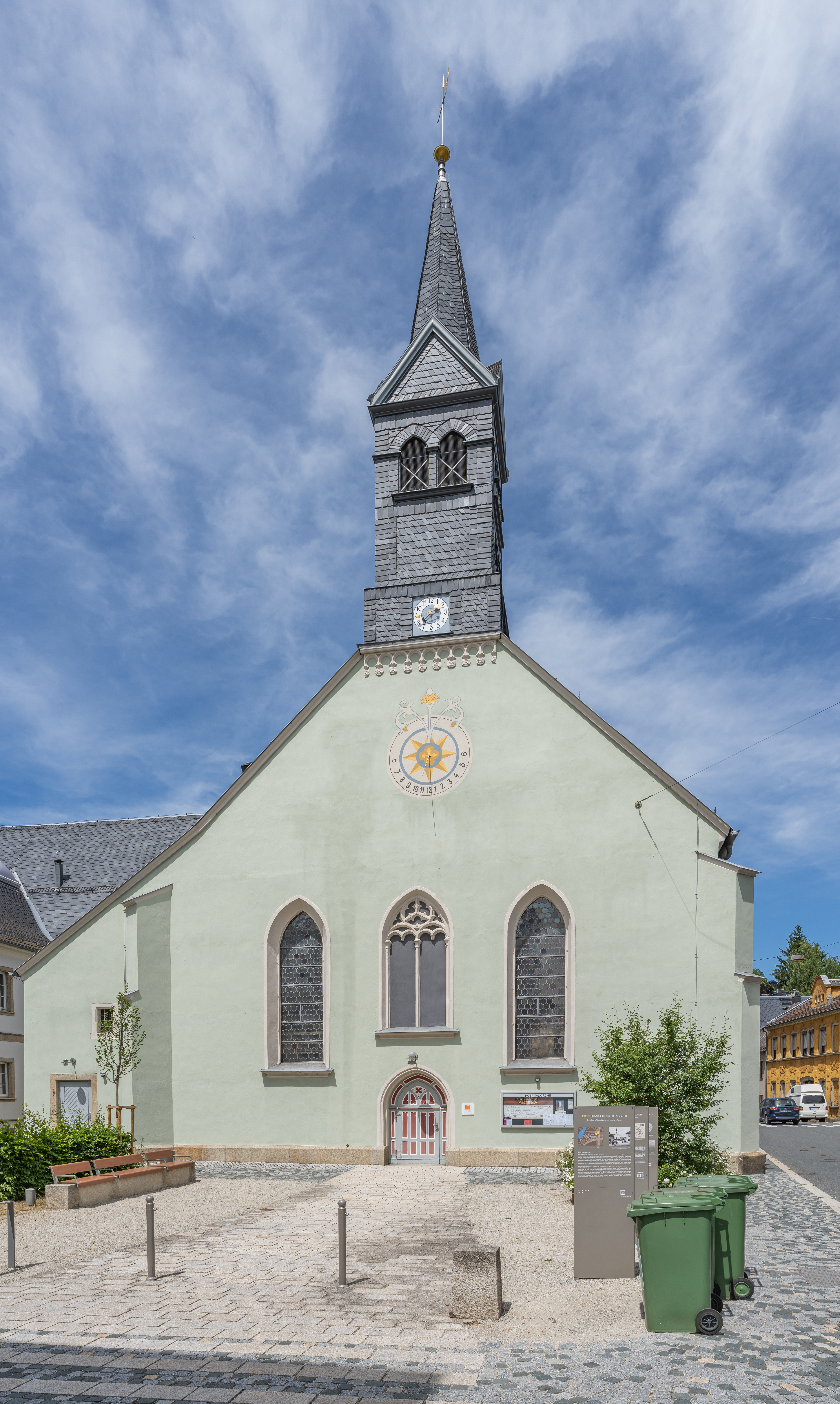
施療教会
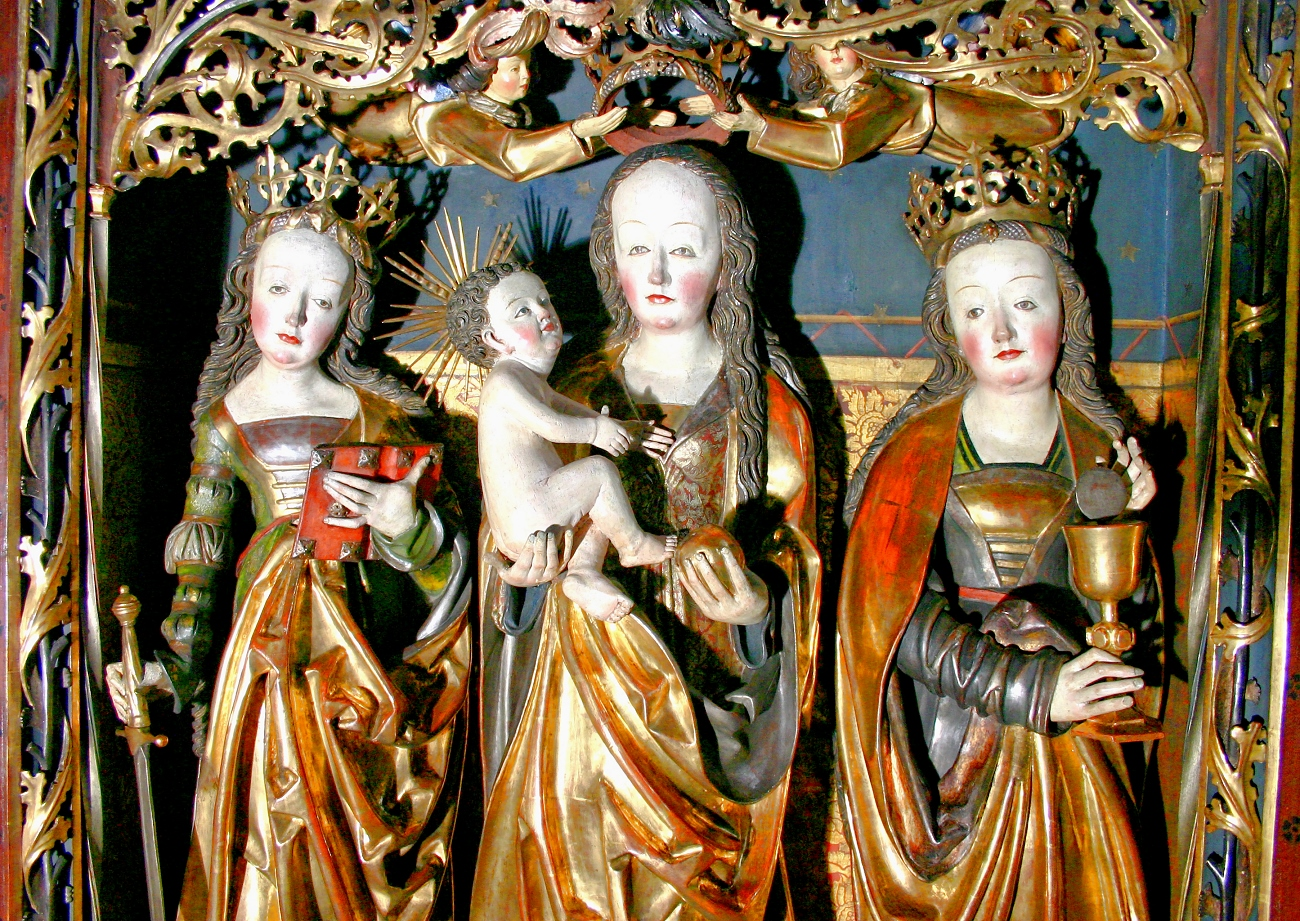
施療教会のマリアの祭壇
フランシスコ会修道院
修道院前の建物
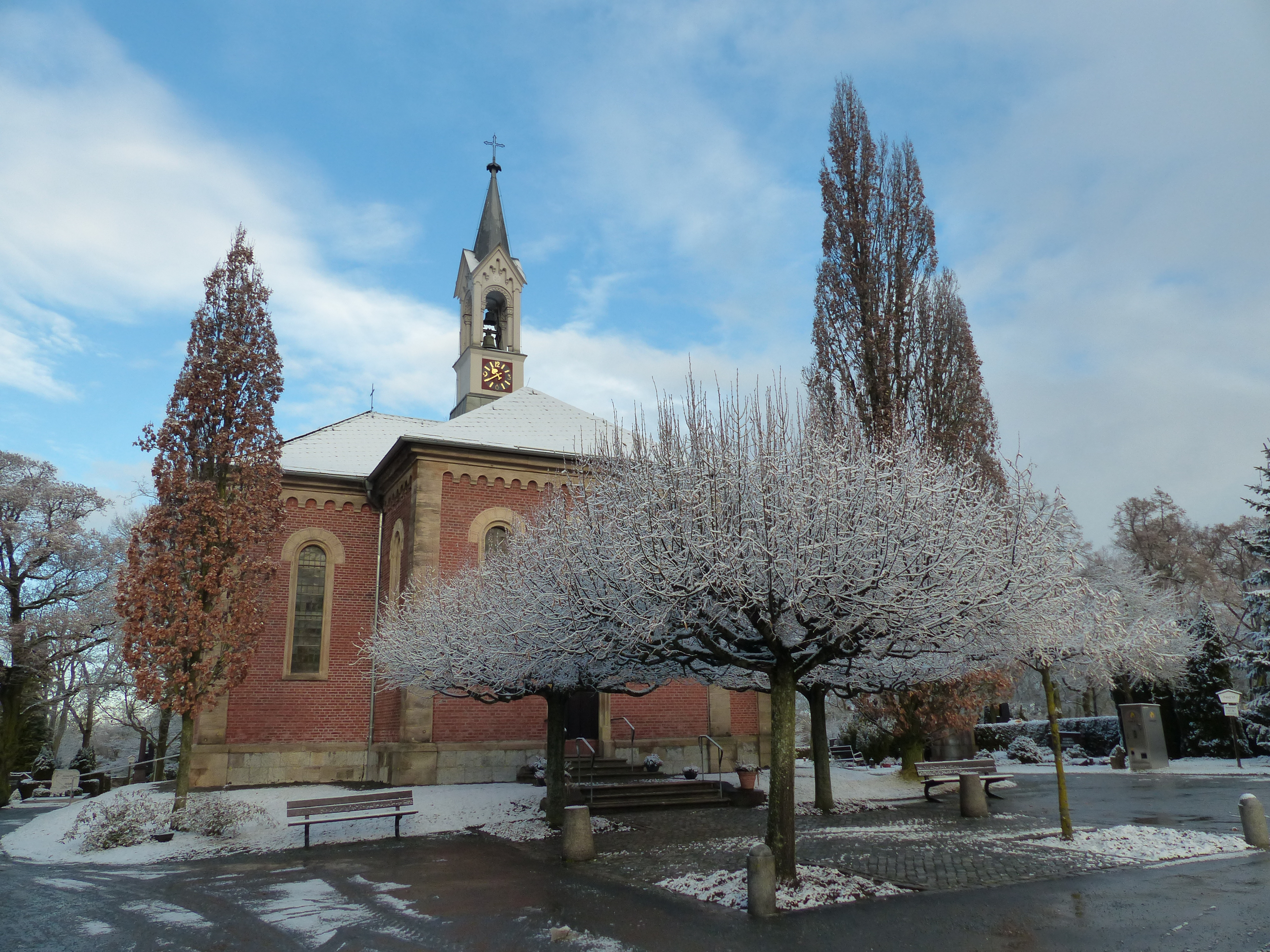
墓地

## 人物
- ヨハン・デーベライナー 化学者
- ヨハン・シュトライトベルガー (Johann Streitberger, 1517 - 1602) ギムナジウムの校長、後にクルムバッハの総監督
- ジャン・パウル (Jean Paul, 1763 - 1825) 作家、ホーフ・ギムナジウムに通った
- ヨハン・ゲオルク・アウグスト・ヴィルト (Johann Georg August Wirth, 1798 - 1848) 三月革命前の時代の政治著述家で、出版の自由の闘志
- ハインリヒ・ゴットフリート・ゲルバー (Heinrich Gottfried Gerber, 1832 - 1912) 技術者、橋梁建築士でゲベルトトレーガー構造の発明者
- ニコラウス・メトラー （Nikolaus Medler, 1502年10月15日 ホーフ – 1551年8月24日 ベルンブルク) 数学者、学制改革者、マルティン・ルターの有名な協力者の一人
- ニコラウス・デシウス （Nikolaus Decius, 他にニコラウス・テヒ、テシウス、デギウス、デーク、ホーフェシュなどの名で呼ばれる, 1485頃 ホーフ – 1546年以後） 修道士、司牧者、カントル、教会詩人、プロイセンの宗教改革家
- ゲオルク・フォン・ヴァルデンフェルス （Georg von Waldenfels, 1944年10月27日 - ） 政治家、かつての州務大臣
- 主な画家:
  - ヨハン・クリスティアン・ラインハルト (Johann Christian Reinhart)
  - ゲオルク・マックス・ホフマン (Georg Max Hofmann)
  - カール・ベーダル (Karl Bedal)
  - レオ・ゲッツ (Leo Götz)
  - ヴィルヘルム・コールホフ (Wilhelm Kohlhoff)

## 引用
1. ↑  https://www.statistikdaten.bayern.de/genesis/online?operation=result&code=12411-003r&leerzeilen=false&language=de Genesis-Online-Datenbank des Bayerischen Landesamtes für Statistik Tabelle 12411-003r Fortschreibung des Bevölkerungsstandes: Gemeinden, Stichtag (Einwohnerzahlen auf Grundlage des Zensus 2011)

## 参考図書
- Peter Nürmberger, Reinhard Feldrapp: Hof in Bayern ganz oben. 2002, Hoermann Verlag im Medienhaus Mintzel-Münch ISBN 3882670622
- Friedrich Ebert, Axel Herrmann: Kleine Geschichte der Stadt Hof. 1988, Hoermann Verlag Hof ISBN 3-88267-034-7
- Christoph Rabenstein: Politische und publizistische Strömungen in einer Stadt Oberfrankens: Hof 1918-1924. 1986 Verlag H.-J. Hagens Antiquariatsbuchhandlung Bayreuth ISBN 3-926392-00-2

（以上の文献はドイツ語版の参考図書であり、日本語版作成時に直接参照はしておりません。）